# Ongdzsin (Dél-Hvanghe)
Ongdzsin (hangul: 옹진군, Ongdzsin-kun, handzsa: 瓮津郡, RR: Ongjin-kun, ’korsórév’) megye Észak-Koreában, Dél-Hvanghe (Hwanghae) tartományban. Az újkőkorszak (neolitikum) óta lakott terület. Mai nevét Korjo (Goryeo) idején nyerte el. 1895-ben emelték megyei rangra.

## Földrajza
Északról Thethan (T'aet'an), keletről Pjokszong (Pyŏksŏng) és Kangnjong (Kangryŏng), délről és nyugatról a Sárga-tenger (Nyugati-tenger) határolja.
Legmagasabb pontja az 527 méter magas Kukszabong (국사봉; 國師峯, Kuksabong).

## Közigazgatása
1 községből (up (ŭp)), 24 faluból (ri (ri)) és 3 munkásnegyedből (rodongdzsagu (rodongjagu)) áll:
| - Ongdzsin-up (옹진읍; 甕津邑, Ongjin-ŭp) - Kugok-rodongdzsagu (구곡로동자구; 九谷勞動者區, Kugok-rodongjagu) - Namhe-rodongdzsagu (남해로동자구; 南海勞動者區, Namhae-rodongjagu) - Ongdzsin-rodongdzsagu (옹진로동자구; 甕津勞動者區, Ongjin-rodongjagu) - Kurang-ri (구랑리; 鷗浪里, Kurang-ri) - Kukpong-ri (국봉리; 國峯里, Kukpong-ri) - Kirindo-ri (기린도리; 麒麟島里, Kirindo-ri) - Tegi-ri (대기리; 大機里, Taegi-ri) - Rengdzsong-ri (랭정리; 冷井里, Raengjŏng-ri) - Rjonbong-ri (련봉리; 蓮峯里, Ryŏnbong-ri) - Rjongcshon-ri (룡천리; 龍泉里, Ryongch'ŏn-ri) - Rjonghodo-ri (룡호도리; 龍湖島里, Ryonghodo-ri) - Ripszok-ri (립석리; 立石里, Ripsŏk-ri) - Mandzsin-ri (만진리; 萬珍里, Manjin-ri) | - Ponjong-ri (본영리; 本營里, Ponyŏng-ri) - Szamszan-ri (삼산리; 三山里, Samsan-ri) - Szohe-ri (서해리; 西海里, Sŏhae-ri) - Szonphung-ri (선풍리; 先豊里, Sŏnp'ung-ri) - Szongvol-ri (송월리; 松月里, Songwŏl-ri) - Szude-ri (수대리; 秀垈里, Sudae-ri) - Vonsza-ri (원사리; 院寺里, Wŏnsa-ri) - Undong-ri (은동리; 隱洞里, Ŭndong-ri) - Csangszong-ri (장송리; 長松里, Changsong-ri) - Csonszan-ri (전산리; 錢山里, Chŏnsan-ri) - Csedzsak-ri (제작리; 諸作里, Chejak-ri) - Csinhe-ri (진해리; 陣海里, Chinhae-ri) - Cshangnindo-ri (창린도리; 昌麟島里, Ch'angnindo-ri) - Hebang-ri (해방리; 解放里, Haebang-ri) |

## Gazdaság
Ongdzsin (Ongjin) megye gazdasága bányászatra, fafeldolgozásra, papír- és gyógyszergyártásra épül.

## Oktatás
Ongdzsin (Ongjin) megye egy mezőgazdasági főiskolának, 31 általános és 33 középiskolának ad otthont.

## Egészségügy
A megye számos egészségügyi intézménnyel rendelkezik, köztük 1 megyei és kb. 40 helyi kórházzal.

## Közlekedés
A megye közutakon a szomszédos helységek felől közelíthető meg. A megye vasúti kapcsolattal rendelkezik, az Ongdzsin (Ongjin) vonal része.